# Ruhnama

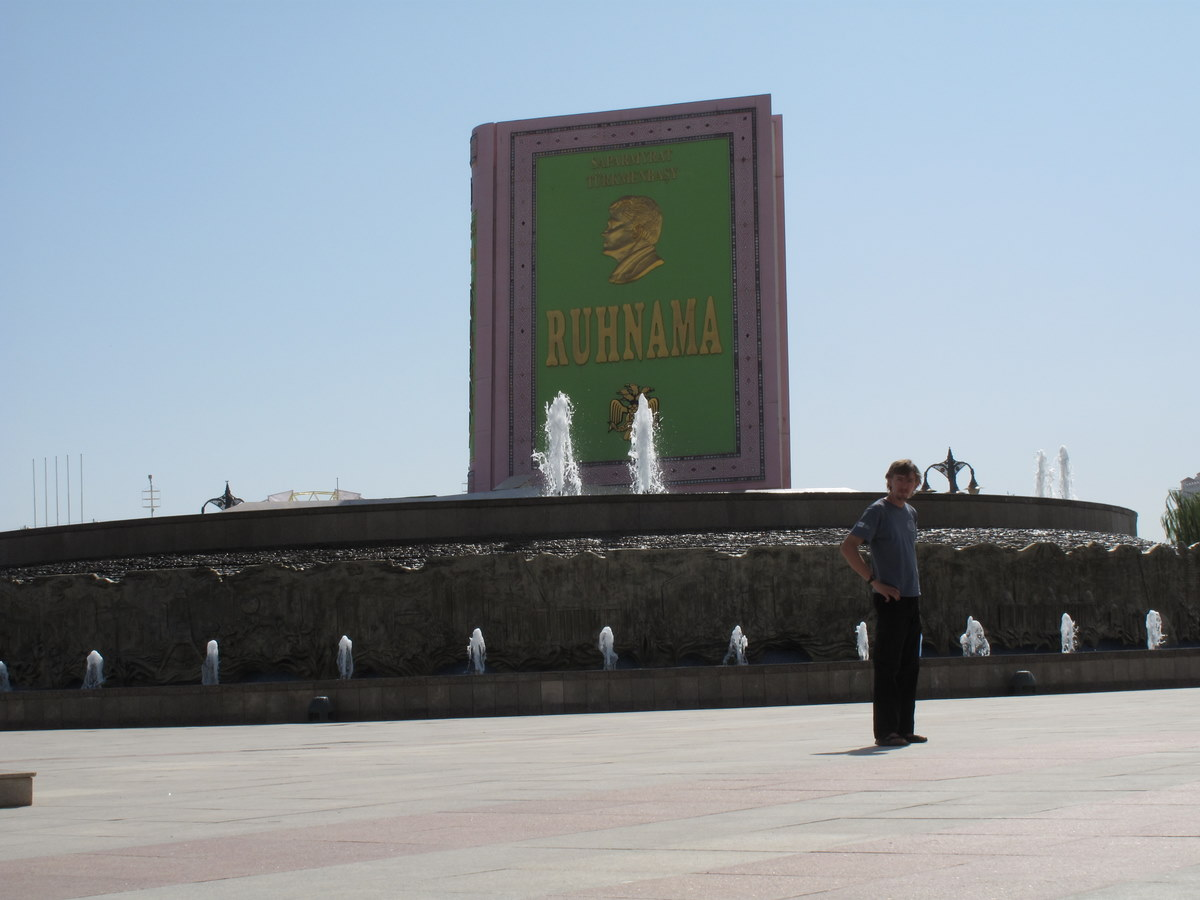
Réplica monumental del Ruhnamá en la ciudad de Asjabad, capital de Turkmenistán.

El Ruhnamá, Rujnamá o Libro del alma es el libro de culto del presidente turcomano Saparmyrat Nyýazow, fallecido en diciembre de 2006. 
La obra es un tratado sobre moral y civismo, que mezcla poesía con conceptos políticos; al principio, el primer volumen fue introducido paulatinamente en la población en 2001, pero posteriormente, se volvió lectura obligada para todos los alumnos de las escuelas y universidades de Turkmenistán; incluso en materias de ciencia, como la física y la química, se tiene que conocer y recibir la lectura del libro. Concebido por el dictador como una "guía espiritual", es tan importante que los funcionarios turcomanos son examinados sobre su contenido todos los años, e incluso los médicos tienen que jurar fidelidad al presidente y a su libro antes de poder ejercer su actividad.
Se introdujo un segundo volumen en 2004.
Según aseguraba el propio Nyýazow, «aquel que lea tres veces el Rujnamá encontrará riqueza espiritual, se volverá más inteligente y, además, irá directamente al paraíso.» Nyýazow consideraba su obra tan importante que hizo que un cohete ruso pusiera en órbita alrededor de la Tierra un ejemplar de la misma en 2005.
El libro fue usado como una herramienta de negocios por parte de Nyýasov: varias multinacionales con sucursales en Turkmenistán lo tradujeron a distintos idiomas. En Asjabad existe una copia gigante del libro que, aunque se considera un monumento, en realidad es un verdadero libro.